# Осада Ле-Катле
Осада Ле-Катле — осада испанскими войсками французского города Ле-Катле в 1595 году в рамках Восьмой (и последней) Религиозной войны во Франции («Войны трёх Генрихов») и Англо-испанской войны (1585—1604). После короткой осады испанские войска под командованием нового генерал-губернатора Испанских Нидерландов дона Педро Энрикеса де Асеведо, граф Фуэнтеса взяли французскую крепость, заставив её гарнизон сдаться. Через несколько дней граф Фуэнтес и его силы продолжили наступление и взяли Ла-Капель. 14 июля они прибыли к Дуллану и осадили город.